# Hilda Dokubo
Hilda Dokubo, également connue en tant que Hilda Dokubo Mrakpor, née à Buguma au Nigeria, est une actrice nigériane du cinéma Nollywood. Elle a également été conseillère spéciale, en rapport avec la jeunesse, de l'ancien gouverneur de l'État de Rivers, Peter Odili (en),.

## Biographie
Hilda Dokubo est l'aînée de six enfants, née à Buguma au Nigéria. Elle fait ses études à l'école Sainte Marie d'Aggrey Road (en) puis à l'école du gouvernement. Elle est diplômée en arts du théâtre de l'université de Port Harcourt.

## Filmographie
La filmographie de Hilda Dokubo, comprend les films suivants  : 
- 2016 : The CEO
- 2013 : Stigma (film, 2013) (en)
- 2006 : Gone Forever (Vidéo)
- 2005 : 21 Days with Christ
- 2005 : 21 Days with Christ 2
- 2004 : Chameleon (Vidéo)
- 2004 : Chameleon 2 (Vidéo)
- 2004 : Unfaithful (Vidéo)
- 2004 : With God (Vidéo)
- 2004 : World Apart (Vidéo)
- 2004 : World Apart 2 (Vidéo)
- 2003 : Above Death: In God We Trust
- 2002 : My Love (Vidéo)
- 2001 : A Barber's Wisdom (Court-métrage)
- 2001 : Light & Darkness (Vidéo)
- 2001 : My Good Will (Vidéo)
- 2001 : My Good Will 2 (Vidéo)
- 2001 : Onye-Eze (Vidéo)
- 2001 : Onye-Eze 2 (Vidéo)
- 1999 : End of the Wicked (Vidéo)
- Black Maria

## Récompenses
| Année | Cérémonie                                    | Prix                                  | Resultat | Référence |
| ----- | -------------------------------------------- | ------------------------------------- | -------- | --------- |
| 2015  | 11ème Africa Movie Academy Awards            | Meilleure actrice dans un second rôle | Victoire | [ 4 ]     |
| 2015  | 12ème festival international du film d'Abuja | figuration féminine dans un film      | Victoire | [ 5 ]     |

## Source de la traduction
- (en) Cet article est partiellement ou en totalité issu de l’article de Wikipédia en anglais intitulé « Hilda Dokubo » (voir la liste des auteurs).